# Гонг, Альфред
Альфред Гонг (нем. Alfred Gong, при рождении и до 1957 года Ликворник, нем. Liquornik; 14 августа 1920, Черновицы — 18 октября 1981, Нью-Йорк) — австрийско-американский поэт, прозаик, литературный критик и журналист; писал на немецком языке.

## Биография

### Детство и война
Родился в еврейской семье, его родители — Мориц Ликворник и Сали Ликворник (урождённая Штернберг) — владели лавкой лакокрасочных материалов. В школе некоторое время учился вместе с Паулем Целаном и Иммануэлем Вайсгласом; тогда же все трое начали писать стихи. В 1939 году получил степень бакалавра, после чего проучился два семестра на филолого-философском факультете Черновицкого университета.
В 1940—1941 годах, после аннексии Буковины Советским Союзом, работал сельским учителем; его сестра и родители были депортированы в Сибирь, где отец умер в первую же зиму.
После оккупации Буковины немецкими и румынскими войсками в июле 1941 года подвергся преследованиям как еврей. С октября 1941 года находился в Черновицком гетто, в 1942 году переведён в гетто Единец. По некоторым сведениям, позже был депортирован в Транснистрию и заключён в Могилёв-Подольское гетто, откуда ему удалось бежать с помощью офицера вермахта и вернуться на Буковину. Некоторое время он скрывался в деревнях, в 1943 году приехал в Бухарест, где зарабатывал сочинением театральных и кинорецензий для румынской газеты «Capitala». В конце 1946 года Ликворнику удалось уехать через Будапешт в Вену.

### Австрия
Продолжив обучение в Венском университете, весной 1948 года он вновь встретился с Целаном. По просьбе Ликворника Целан просмотрел его стихи, написанные в 1941—1945 годы, и сделал ряд замечаний.
В 1949 году Альфред Ликворник был принят среди поэтов, группировавшихся вокруг Германа Гакеля и Рудольфа Фельмайера, которые поддерживали молодых поэтов и давали им возможность опубликовать первую книгу. С того же года стихи Ликворника читались в литературных кругах, а с 1951 года звучали на радио и публиковались в австрийских газетах, журналах и антологиях.

### США
Гражданство Альфреда Ликворника, уроженца Румынии, оставалось неясным; возвращение в Черновцы, вошедшие в состав СССР, он категорически отвергал. В 1950 году он получил статус «перемещённого лица» и был вынужден выбирать между Австралией, Канадой и США. Выбрав США, он прибыл туда в октябре 1951 года. Проведя несколько недель в Нью-Йорке, он переехал в Ричмонд; примерно через год навсегда вернулся в Нью-Йорк.
Первое время работал на фабрике. С 1954 года выступал с лекциями и публичными чтениями, печатался, в основном как поэт, в газетах и журналах Австрии и Германии, а также в местных немецкоязычных изданиях «Aufbau» и «Staats-Zeitung und Herold».
В мае 1957 года получил американское гражданство, после чего официально сменил фамилию Ликворник на Гонг. В том же году он женился на Норме Ригетто, эмигрировавшей из Швейцарии; детей у пары не было.
В 1964—1966 годах был консультантом и литературным критиком англоязычного журнала «American German Review».
В 1966 году переехал с Манхэттена в окрестности психиатрической больницы Bronx State Psychiatric Hospital, где нашёл место библиотекаря. Уйдя из литературной жизни Нью-Йорка, он всё больше отгораживался от внешнего мира. Намерение вернуться в Европу успехом не увенчалось. В середине 1970-х годов Гонг полностью отошёл от литературы и оставил службу.
Умер от рака в 1981 году.

## Книги

### Поэзия
- Трава и Омега / Gras und Omega. Heidelberg, Editura Lambert Schneider, 1960.
  - То же. Aachen, Rimbaud, 1997. ISBN 3-89086-967-X
- Манифест Альфа / Manifest Alpha. Wien, Bergland-Verlag, 1961.
  - То же. Aachen, Rimbaud, 2001. ISBN 3-89086-735-9
- Отсрочка / Gnadenfrist. Baden bei Wien, 1980.
  - То же. Aachen, Rimbaud, 2006. ISBN 3-89086-733-2
- Ранние стихотворения. Избранное 1941—1945 гг. / Early Poems. A Selection from the Years 1941—1945. Columbia (South Carolina), Camden House, 1987. ISBN 9780938100591
- Последний псалом Израиля / Israels letzter Psalm. Aachen, Rimbaud, 1995. ISBN 3890869297; ISBN 978-3890869292

### Проза
- Хэппенинг на Парк-Авеню: Нью-йоркские рассказы / Happening in der Park Avenue. New Yorker Geschichten. München, Piper, 1969.

### Драматургия
- Последний диктатор: Трагедия / Der letzte Diktator: Tragödie. Aachen, Rimbaud, 2012. ISBN 3890864481
- Ночь душит Европу: Трагедия в пяти ночах / Nacht würgt Europa: Tragödie in fünf Nächten. Aachen, Rimbaud, 2013. ISBN 978-3-89086-436-5
- Цетдам: Сатира / Zetdam: Ein Satyrspiel. Aachen, Rimbaud, 2017. ISBN 978-3-89086-346-7